# Карлскирхе
Карлскирхе (нем. Karlskirche) — католическая церковь, расположенная в южной части Карлсплац, в Вене. Находится на самом краю района Внутренний город рядом с Рингштрассе. Один из символов города. Карлскирхе является ярким примером оригинального стиля австрийского барокко. Особенно выделяется громадный купол и две огромных колонны, фланкирующих портик в римском стиле. Высота храма — 72 метра. Внутри был устроен лифт, с помощью которого можно было подняться к лантерне купола и увидеть фрески и город Вену с высоты птичьего полёта. В 2020 году лифт был разобран. В церкви Карлскирхе регулярно проводятся концерты классической музыки.

## История
22 октября 1713 года в разгар страшной эпидемии чумы император Карл VI Габсбург дал обет построить храм в честь небесного покровителя, избавителя от чумы, святого Карло Борромео. Поэтому Карлскирхе — обетная церковь. На фризе центрального портика имеется вотивная латинская надпись:

«Vota mea reddam in conspectu timentium deum» (Воздам обеты мои пред боящимися Его)— Псал. 21:26
В 1783—1918 годах церковь была под паторонажем императора, а с 1738 года — в ведении Ордена крестоносцев Красной звезды (Kreuzherren mit dem Roten Stern), резиденция которого находится в Праге. В 1959 году перешла в ведение прелатов Святого креста и Opus Dei (Prälatur vom Heiligen Kreuz und Opus Dei). Карлскирхе использует Католическая община соседнего Венского технического университета. С 2011 года дирижёром и кантором церкви является Рикардо Алехандро Луна. В 2014 году он основал хор Карлскирхе, известный выступлением вместе со школой Сикстинской капеллы в базилике Святого Петра в Риме и трансляциями по всему миру. Сочинённое Луной произведение: «Fanfare der Karlskirche Wien» служит гимном церкви и часто исполняется в дни больших праздников.

## Архитектура
В 1715 году был объявлен конкурс, в котором участвовали знаменитый итальянец Фердинандо Галли да Бибьена и Лукас фон Хильдебрандт. Конкурс выиграл архитектор Иоганн Бернхард Фишер фон Эрлах. В 1716 году началось строительство. В 1723 году Фишер фон Эрлах Старший скончался, и строительство завершал его сын Йозеф Эмануэль Фишер фон Эрлах, несколько изменив первоначальный замысел отца. В 1737 году строительство было закончено и храм был освящён.
К разработке композиции фон Эрлах подошёл как истинный энциклопедист и историк архитектуры, в результате чего церковь Карлскирхе стала живой энциклопедией архитектуры и выглядит столь экзотично и эклектично. В проекте Карлскирхе Фишер намеренно соединил и противопоставил разнородные исторические модели, выработанные историей архитектуры разных частей света. Такова была иконографическая программа. По сторонам «античного» портика из шести колонн коринфского ордера мы видим две триумфальные колонны высотой 33 метра, наподобие Колонны Траяна в Риме. Согласно легенде, столь необычная идея родилась у архитектора, когда он наблюдал с террасы холма Пинчио в Риме купол собора Святого Петра и колонну Траяна, будто бы они расположены по соседству (на самом деле нельзя увидеть эти памятники рядом). Однако архитектор использовал две колонны. Удвоение форм это типично барочный приём, но, как бы вопреки ему, колонны не стоят свободно, а вдвинуты в углубления фасада, а их площадки с «фонариками» напоминают «киоски» (навершия) мусульманских минаретов. На каждой площадке — по четыре золочёных орла, похожих на драконов. Боковые павильоны созданы в барочном стиле, но в них специалисты усматривают сочетание ренессансных и восточных форм. Большой, так называемый «римский купол», восходит, без сомнения, к куполу Собора Святого Петра в Ватикане, и отчасти к куполу Ф. Борромини римской церкви Сант-Аньезе-ин-Агоне, но в плане он не круглый, а овальной формы вытянутой в глубину.

## Иконография
Триумфальные колонны (полые внутри) по сторонам портика главного фасада сделаны из известняка и имеют, подобно римской колонне Траяна, спиральные рельефы, но на них изображены сцены из жизни святого Карло Борромео. Рельефы в 1724—1730-х годах выполняли скульпторы И. Б. Мадер, Я. К. Шлеттерер, И. Б. Штрауб. Тимпан фронтона украшен горельефом «Прекращение чумы святым Карло Борромео» (скульптор Дж. Станетти). Парные колонны рассматривают также в контексте притязаний Габсбургов на испанскую корону и мировое господство. В этом контексте они символизируют два столпа Иерусалимского храма: Воаз и Яхин и одновременно «Геркулесовы столбы» (Гибралтарский пролив).
По сторонам портика — две огромные скульптуры ангелов, символизирующих Ветхий и Новый Завет. На аттике за фронтоном — фигура самого Карло Борромео, возносящего молитву Всевышнему за спасение от чумы. По сторонам — аллегорические фигуры, представляющие четыре добродетели: Покаяние, Милосердие, Смирение и Веру.
Интерьер храма необычен. Он представляет собой один овальный в плане зал, окружённый боковыми капеллами. Поверхность купола на тему Апофеоза (вознесения Св. Карла на небеса) расписал в 1726—1729 годах живописец австрийского барокко Иоганн Михаэль Роттмайр из Зальцбурга (архитектурные детали изображал Гаэтано Фанти). Экспрессивная манера этого художника и цветовое решение напоминают росписи Джованни Батиста Тьеполо. В боковых капеллах особый интерес представляют фрески Себастьяно Риччи «Вознесение Девы Марии» и Даниэля Грана «Святая Елизавета Тюрингская».
Скульптурная композиция главного алтаря представляет «Вознесение святого Карла на небо». Создана скульптором Фердинандом Максимилианом Брокофом.

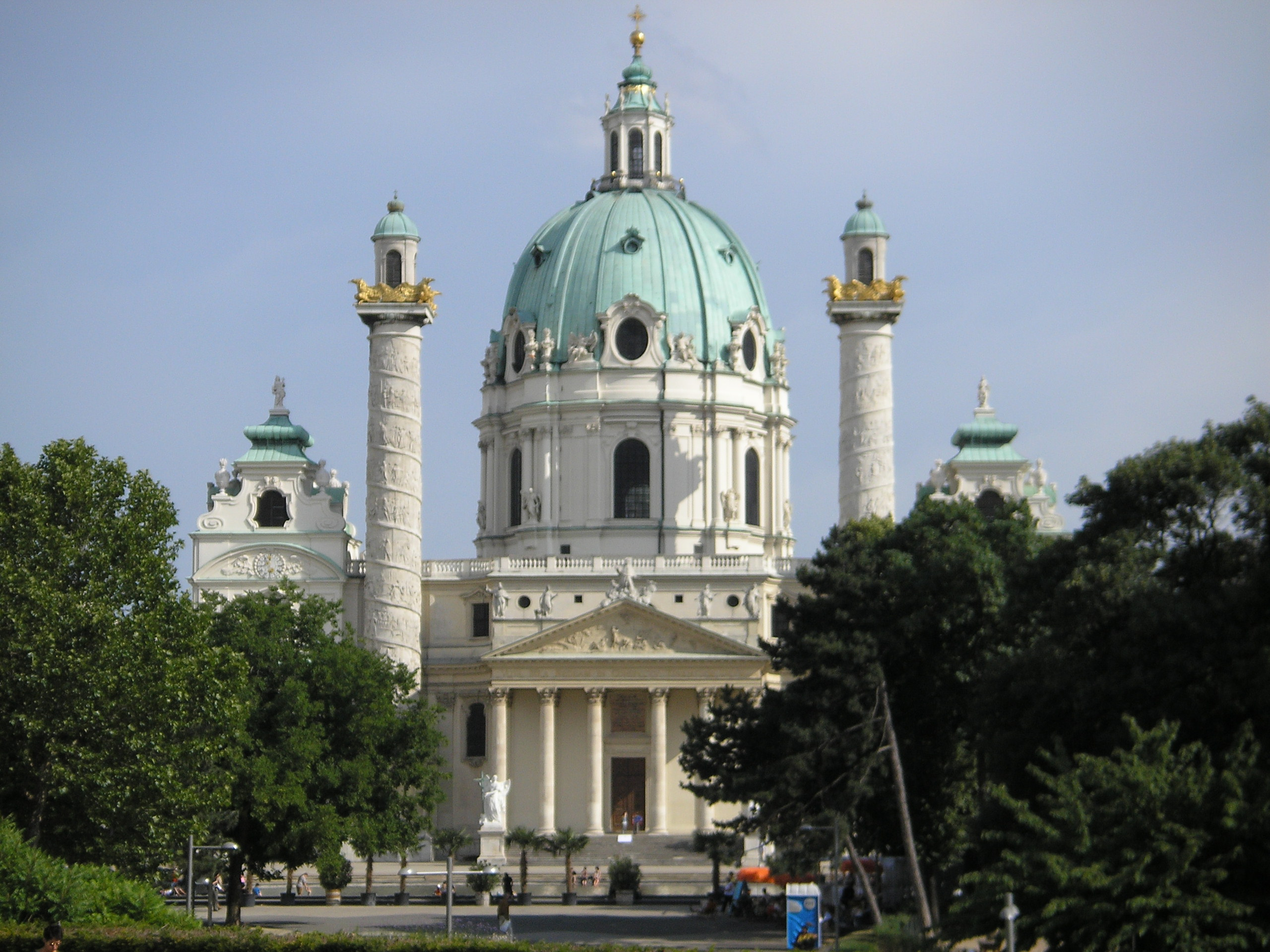
Kарлскирхе вблизи
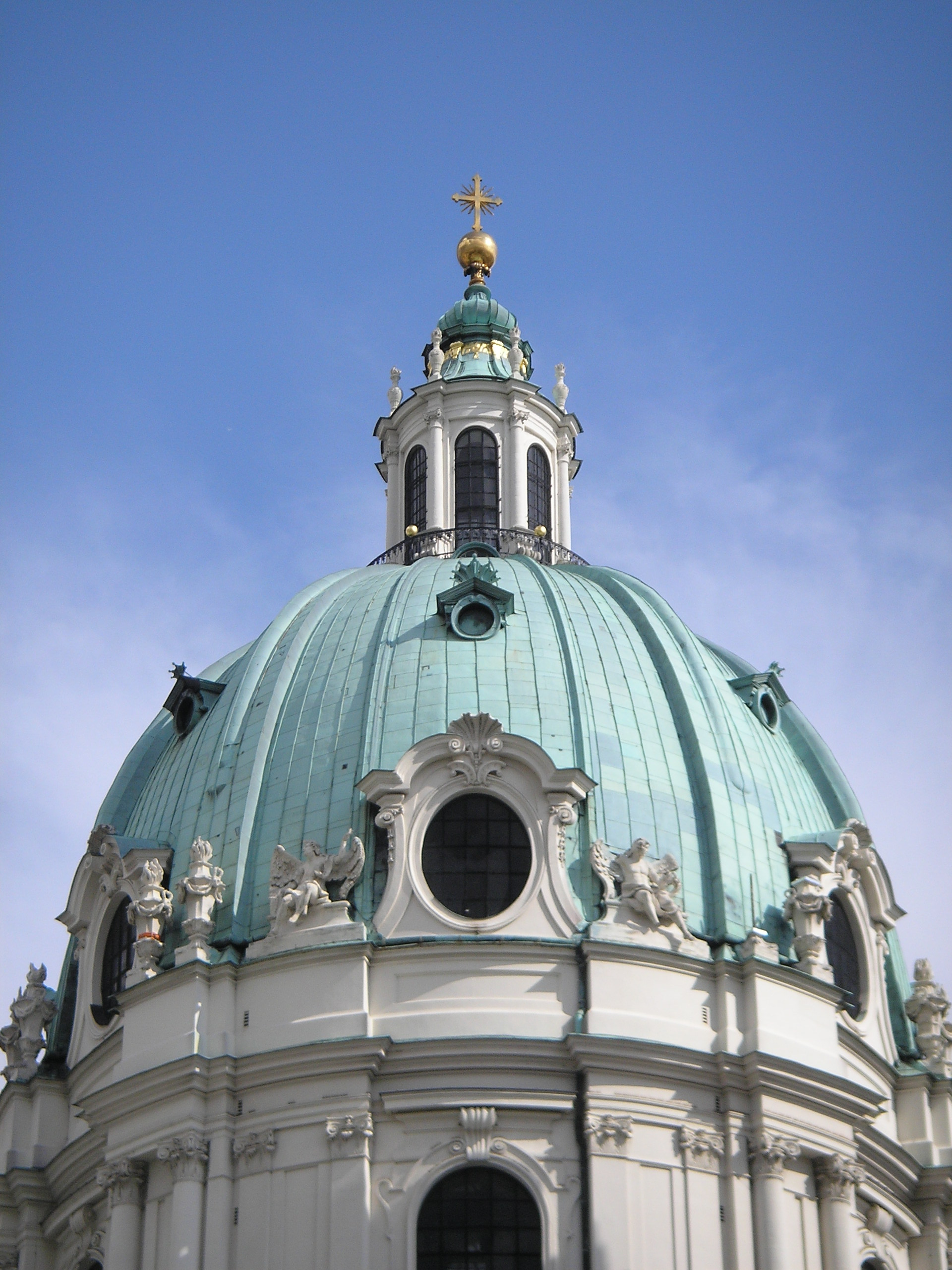
Kупол
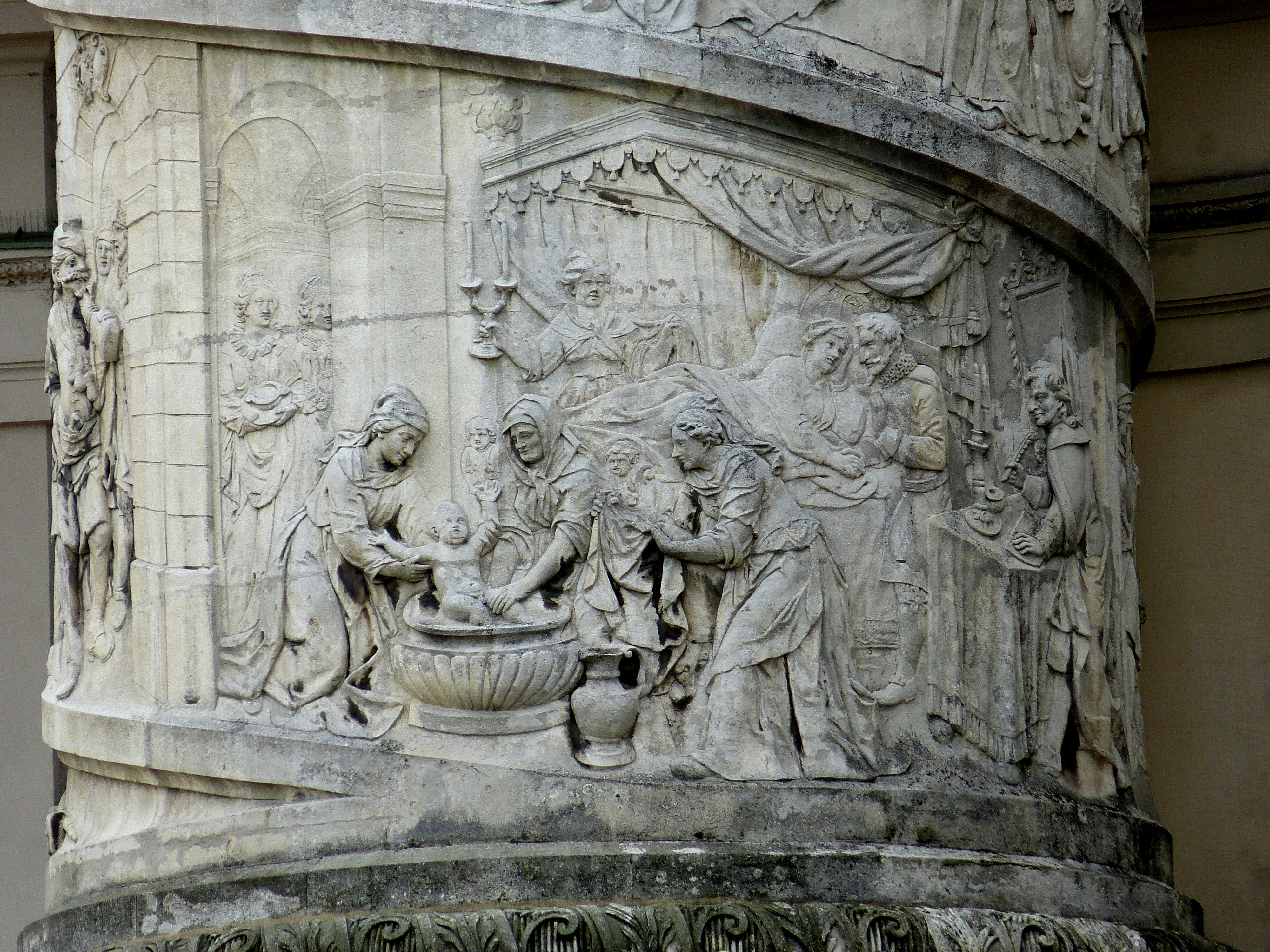
Рельеф левой колонны. Сцены из жизни Св. Карло
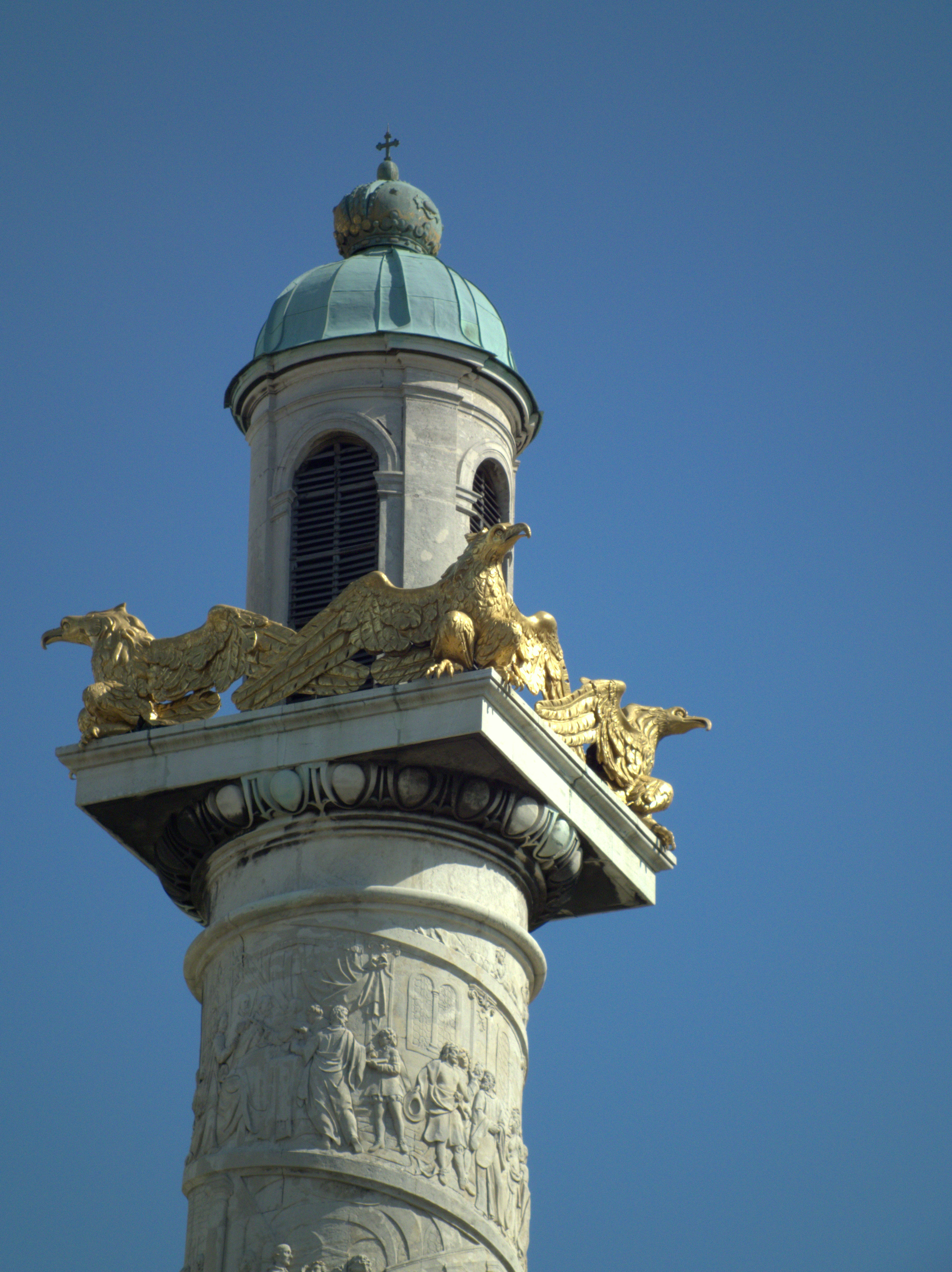
Навершие колонны
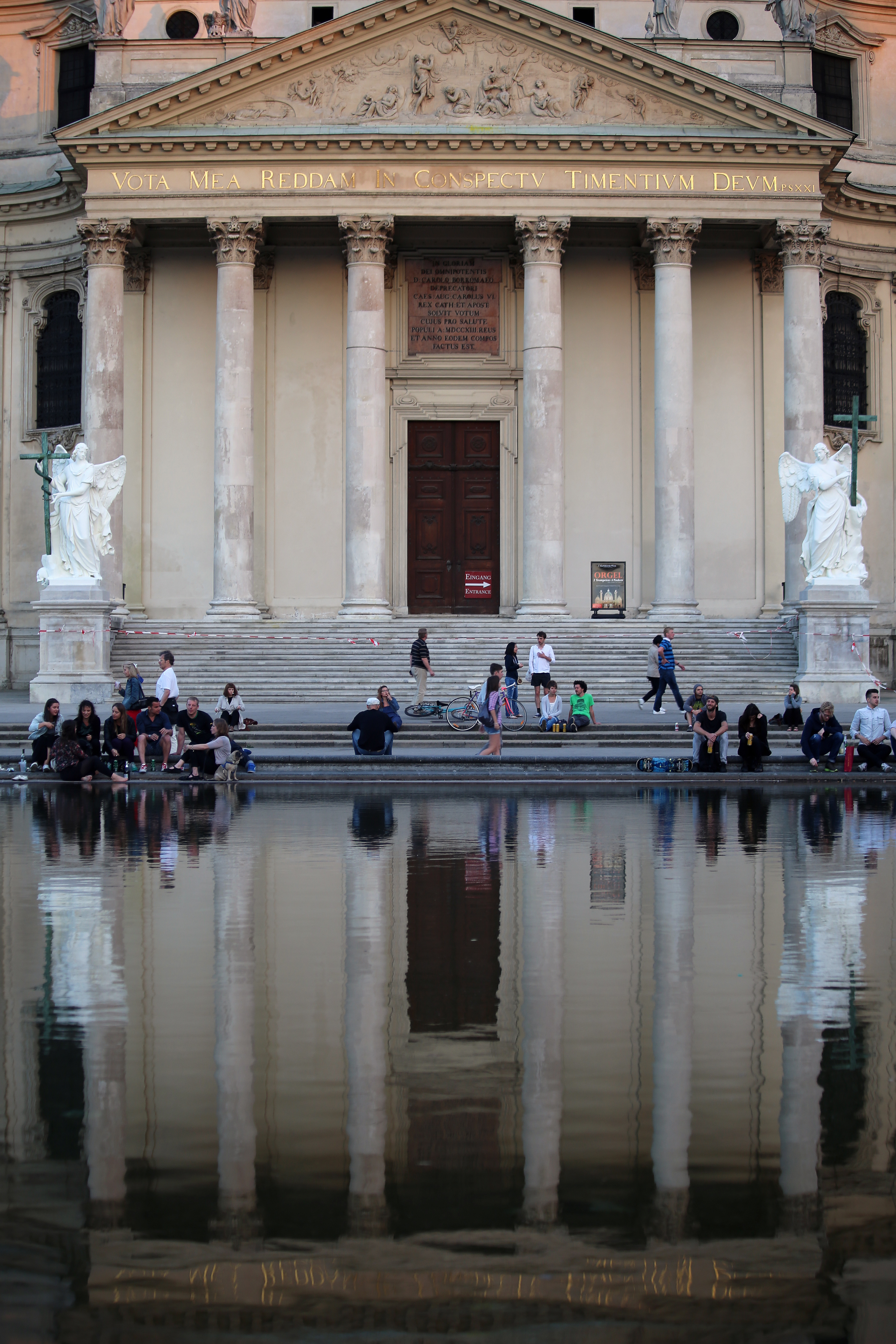
Ангелы Ветхого и Нового Заветов перед портиком церкви
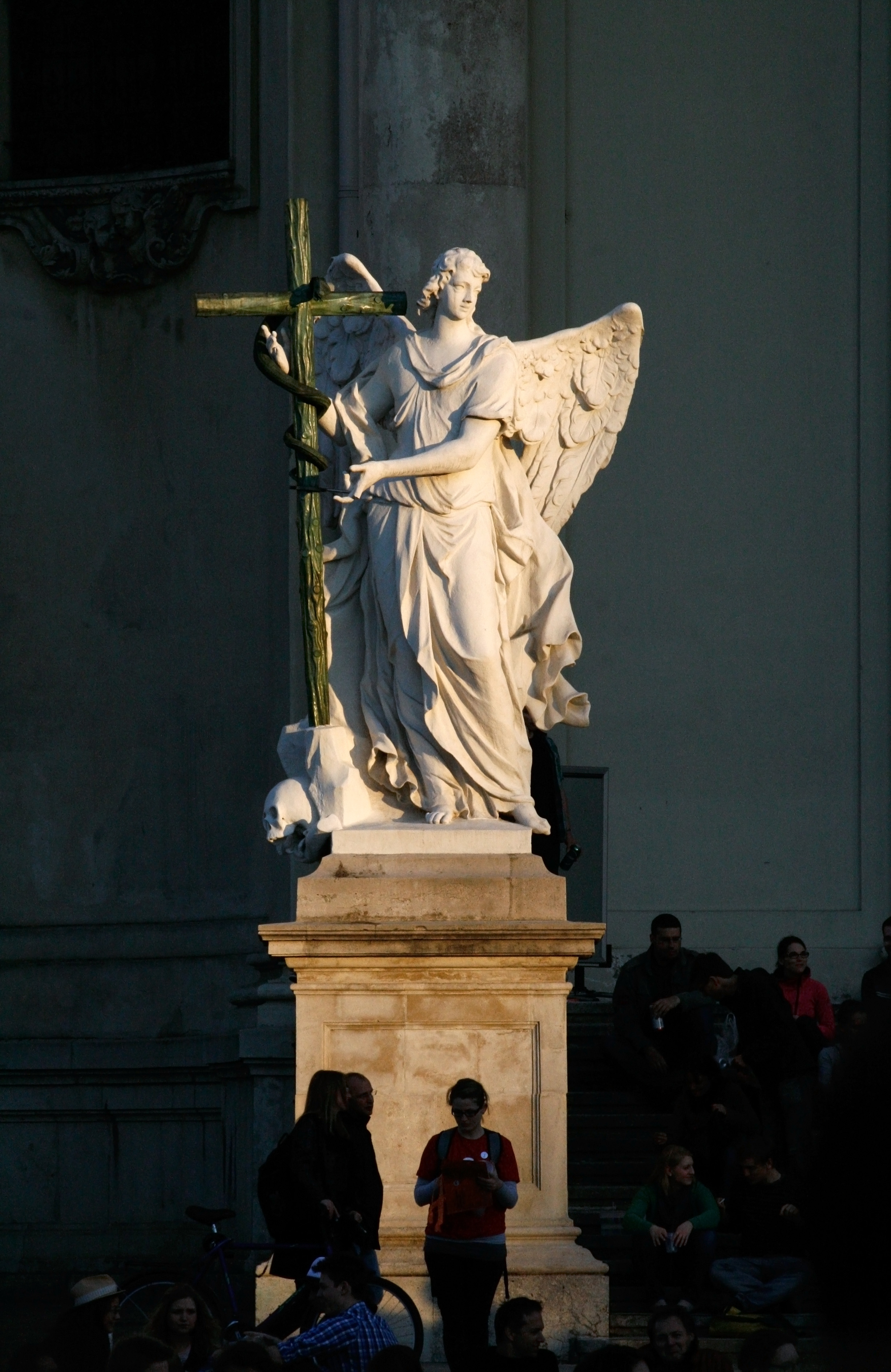
Статуя ангела, символизирующего Ветхий Завет, установленная перед церковью во время Фестиваля австрийской поп-музыки (Popfest) 2011 г.
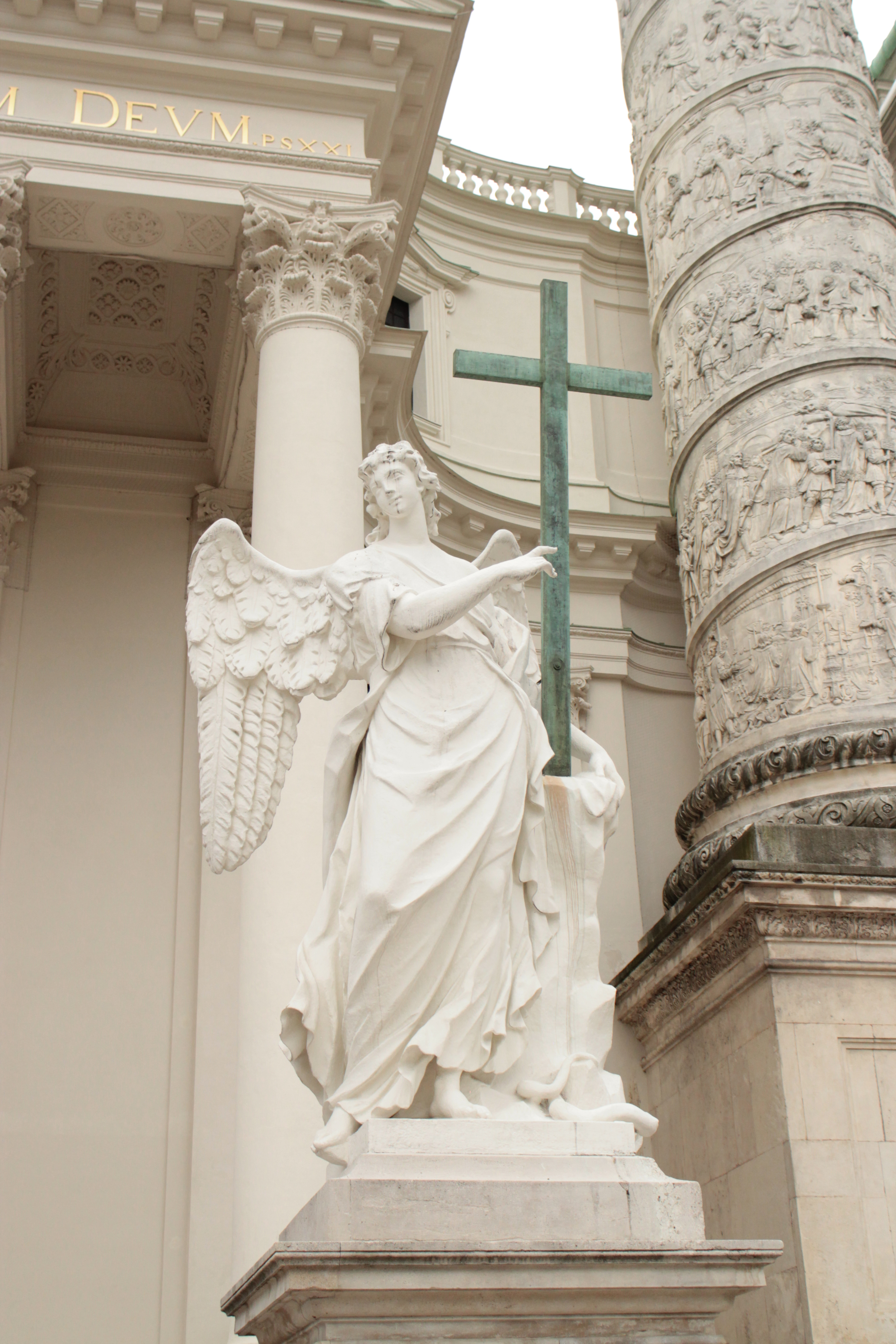
Ангел Нового Завета
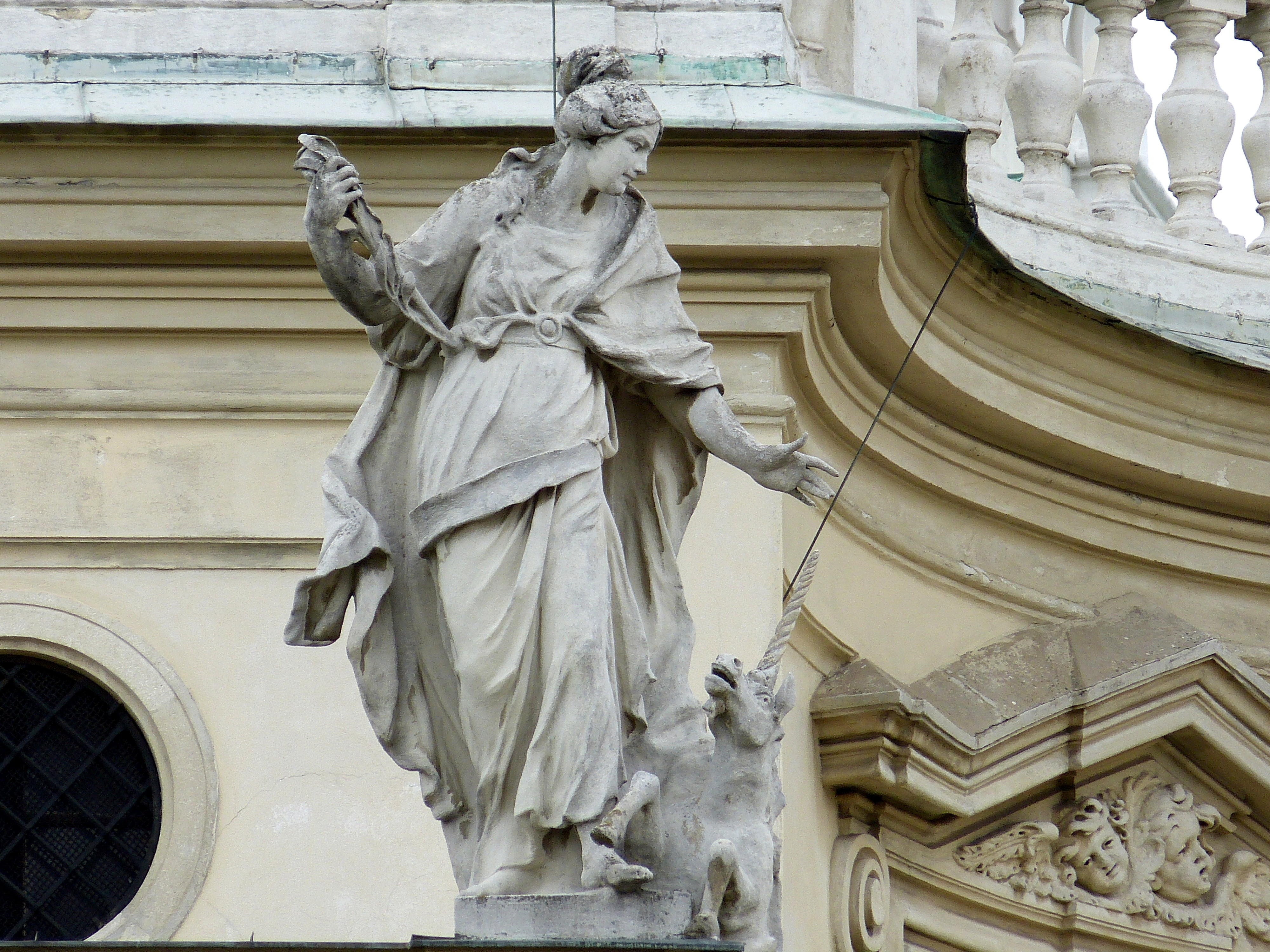
Аллегория веры. Статуя фасада храма
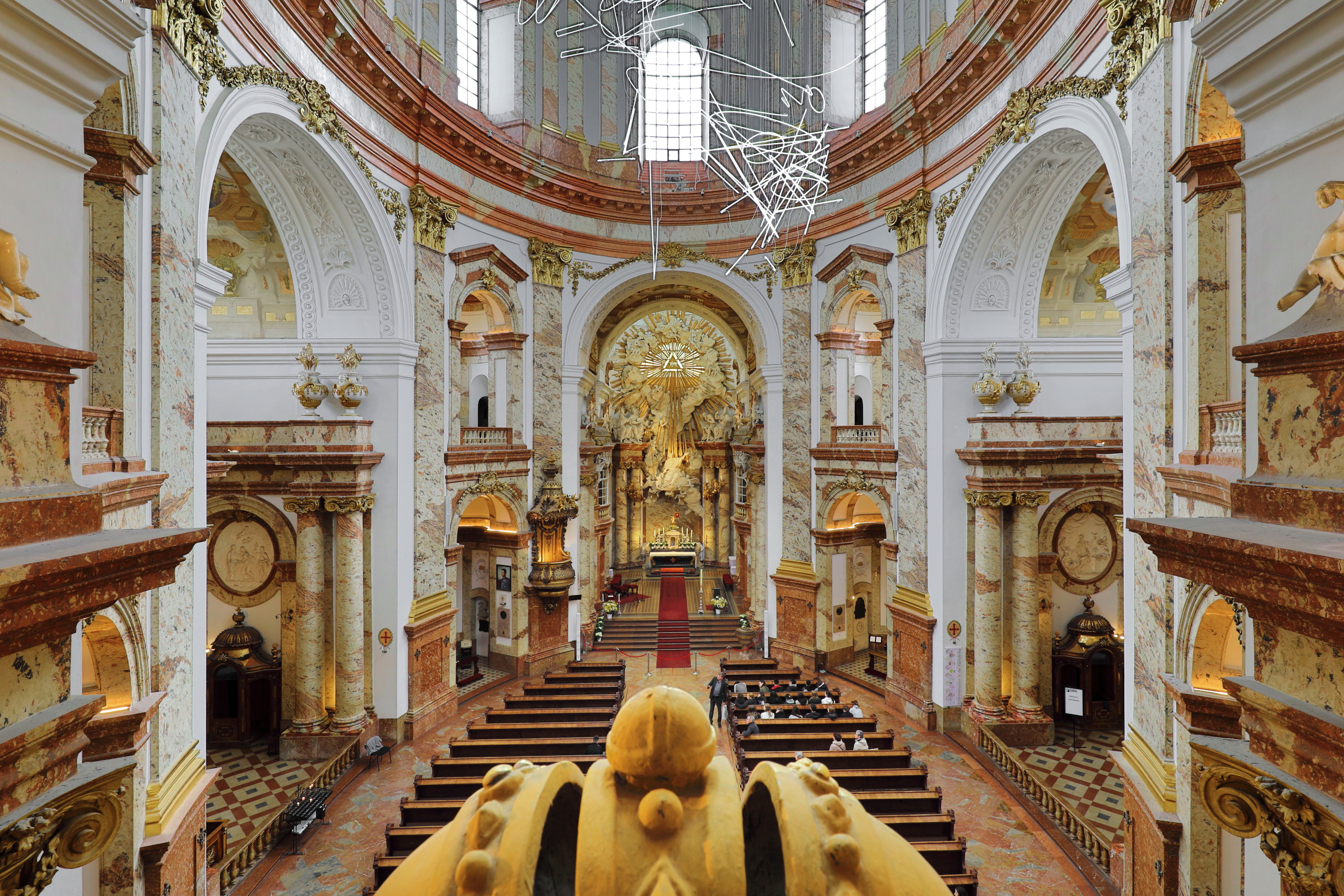
Интерьер
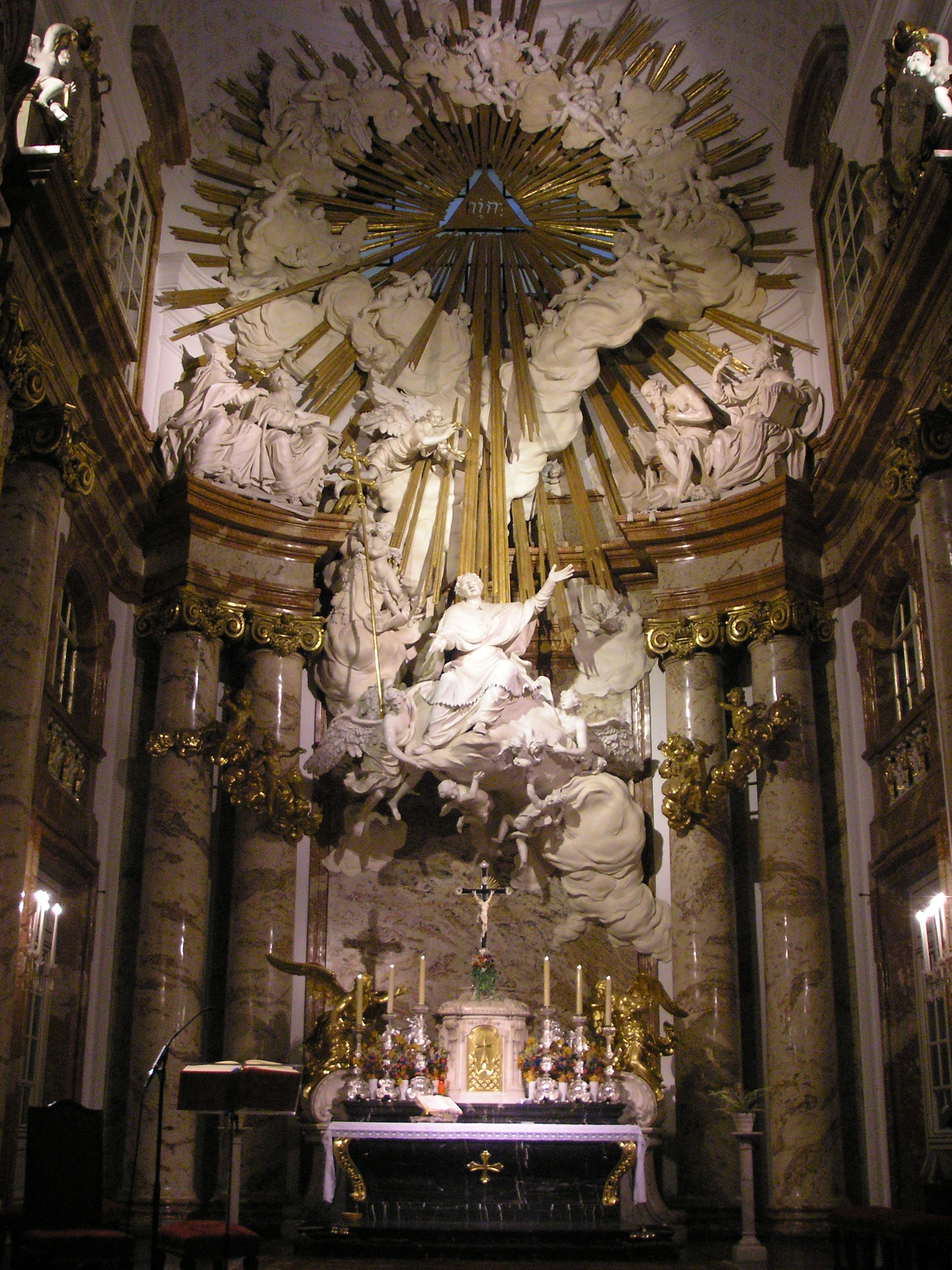
Главный алтарь. Вознесение Святого Карло Борромео на небо. Скульптор Ф. М. Брокоф
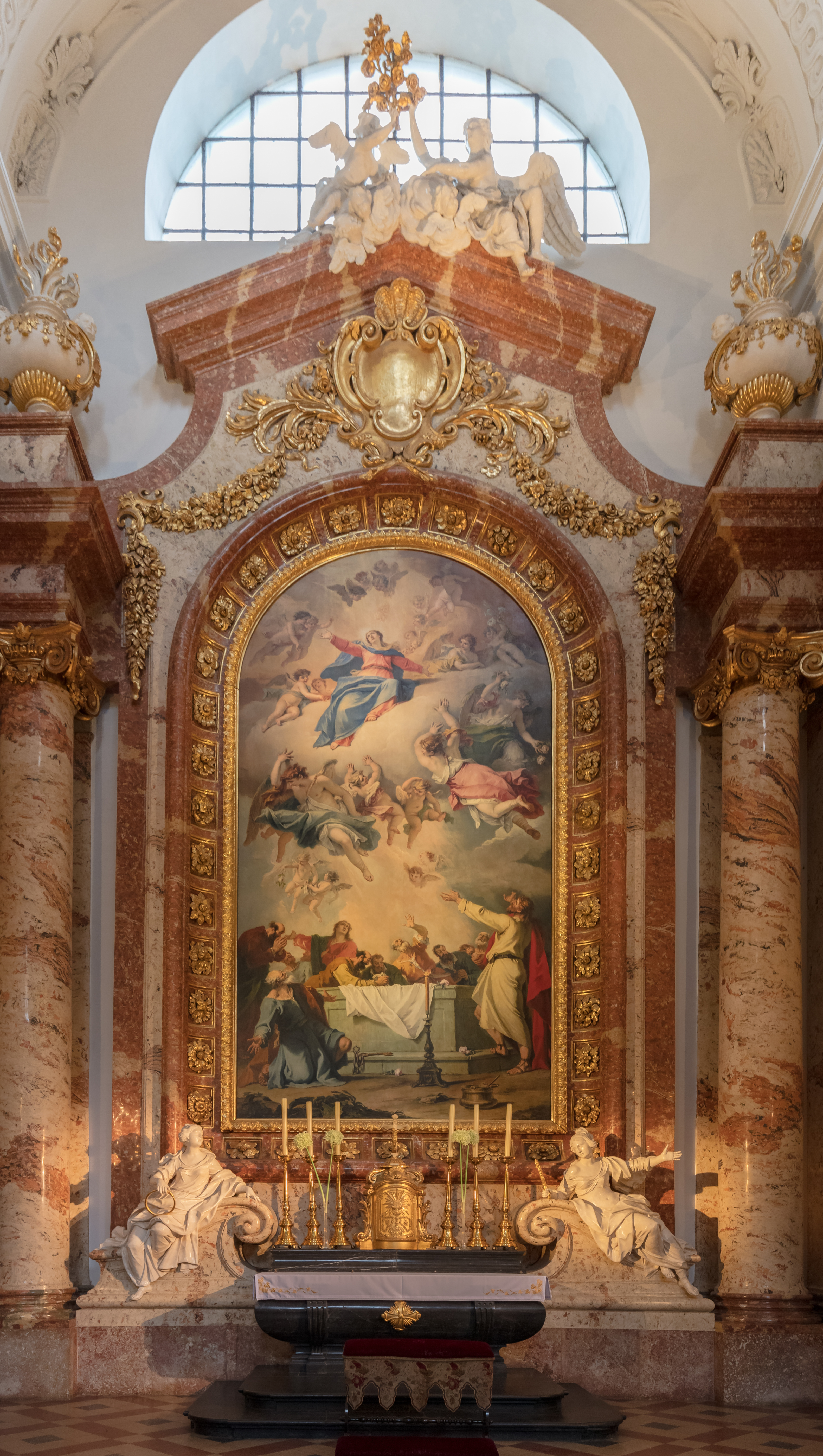
С. Риччи. Вознесение Девы Марии
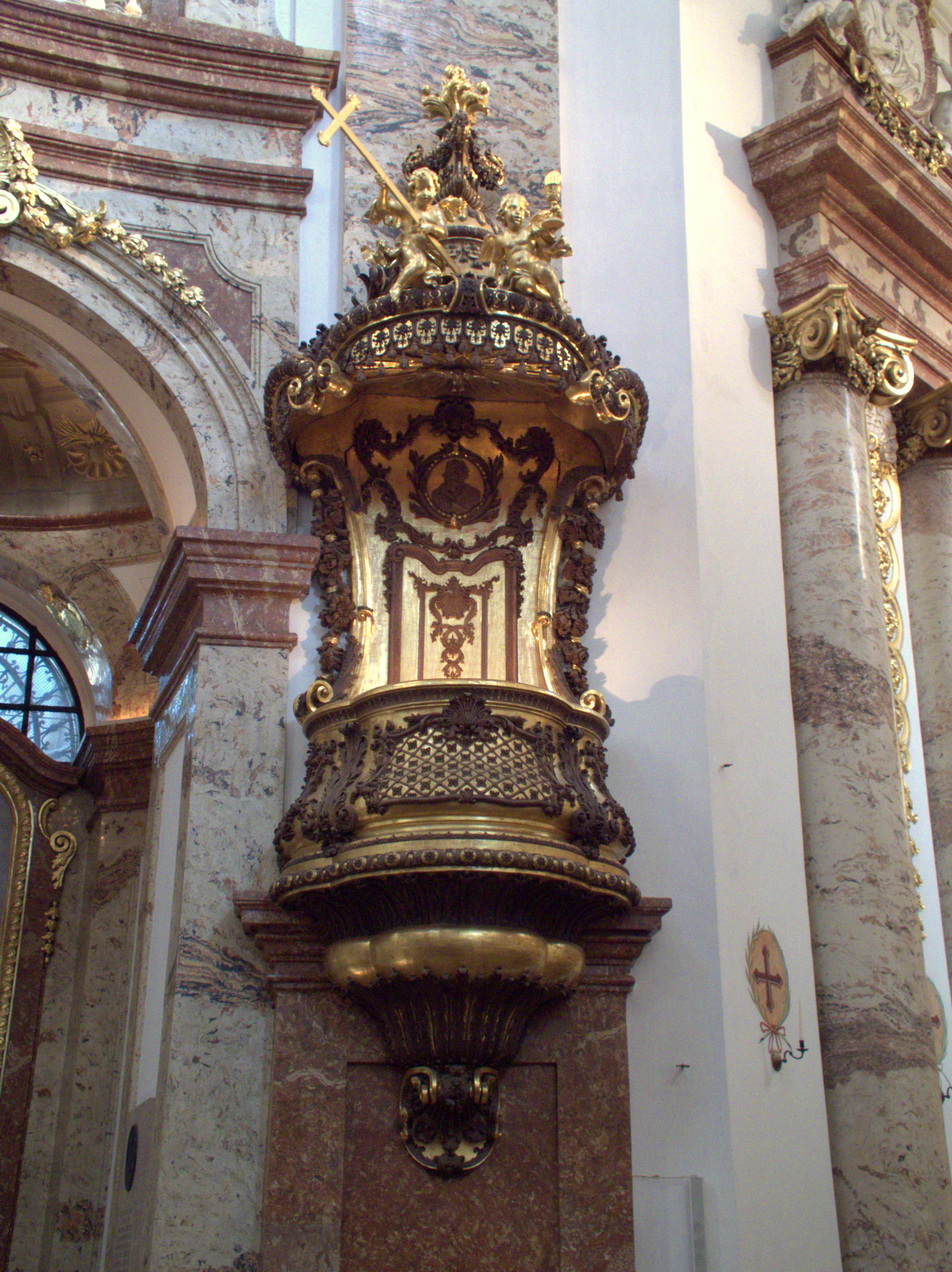
Kaфедра
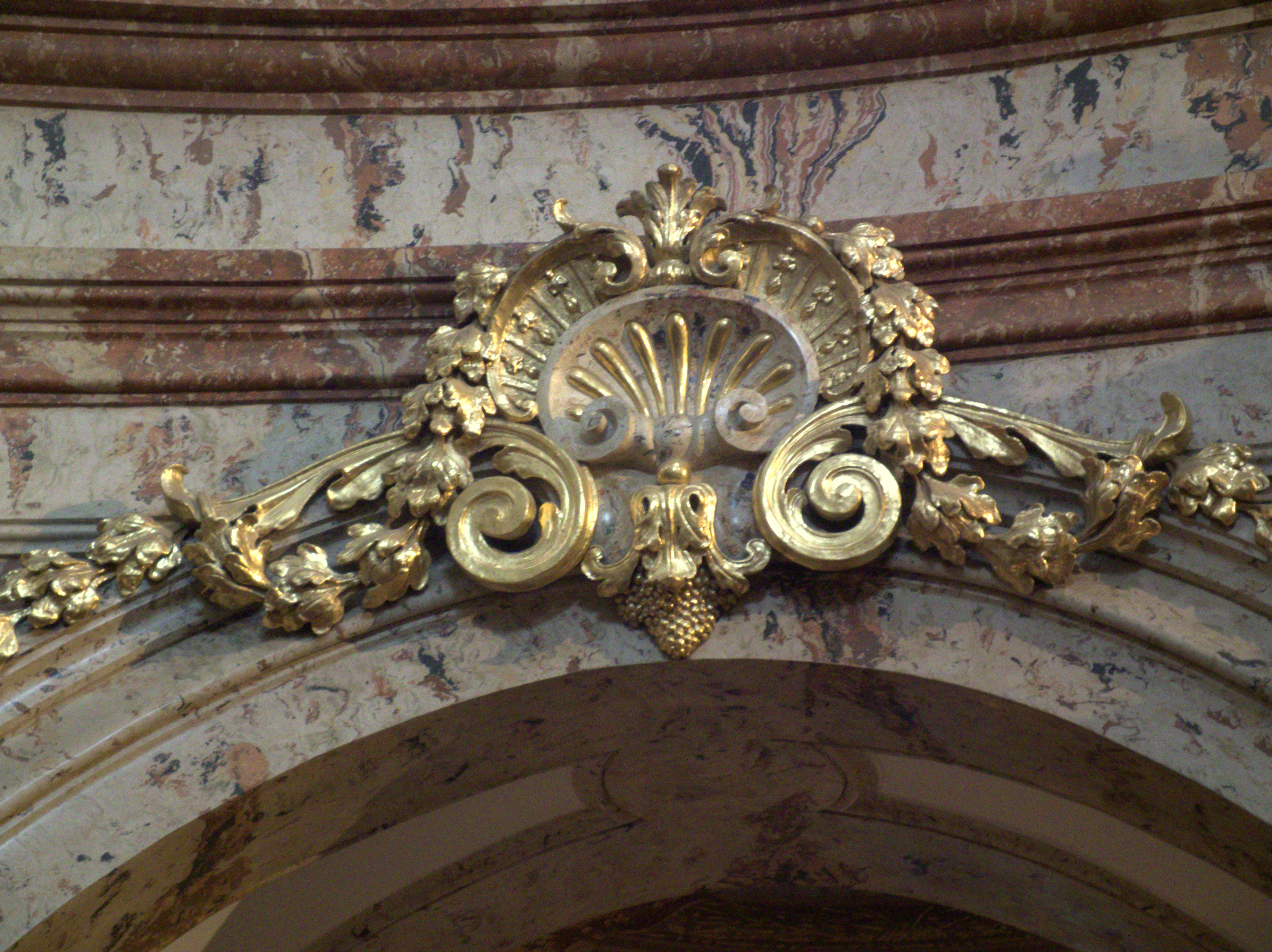
Деталь декора
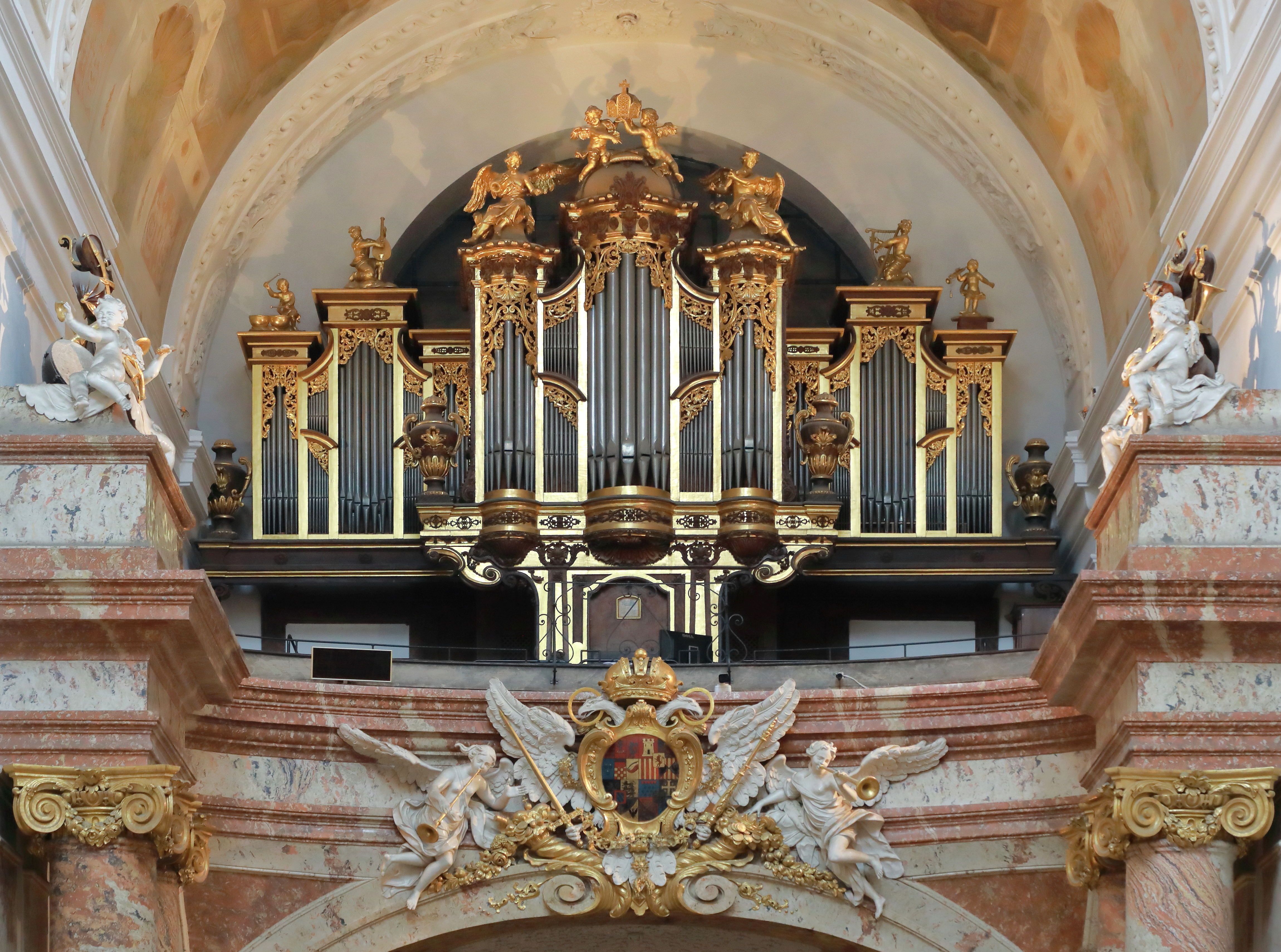
Орган

## И. М. Роттмайр. Апофеоз Святого Карло Борромео. Детали росписи купола. 1726—1729

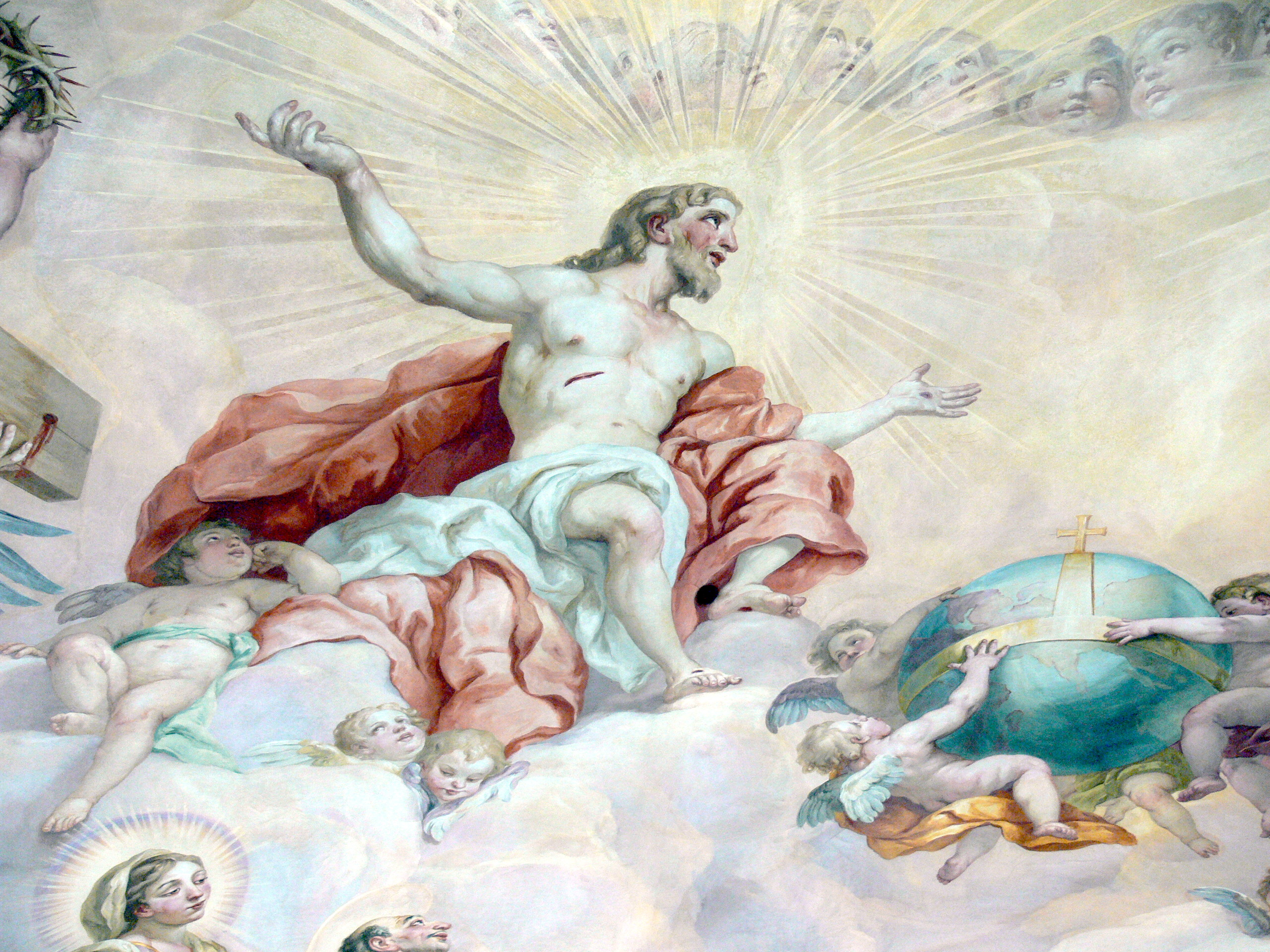
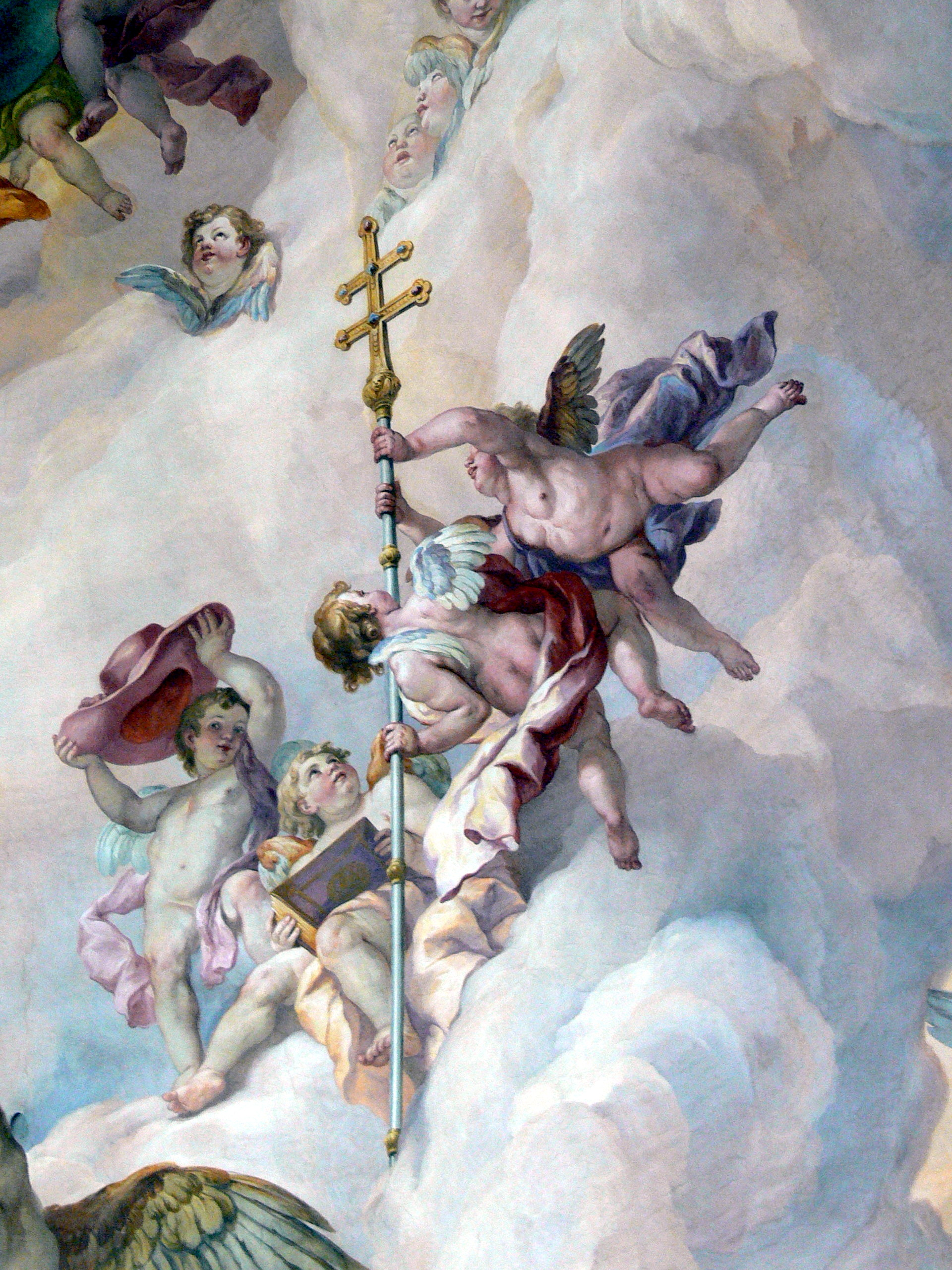
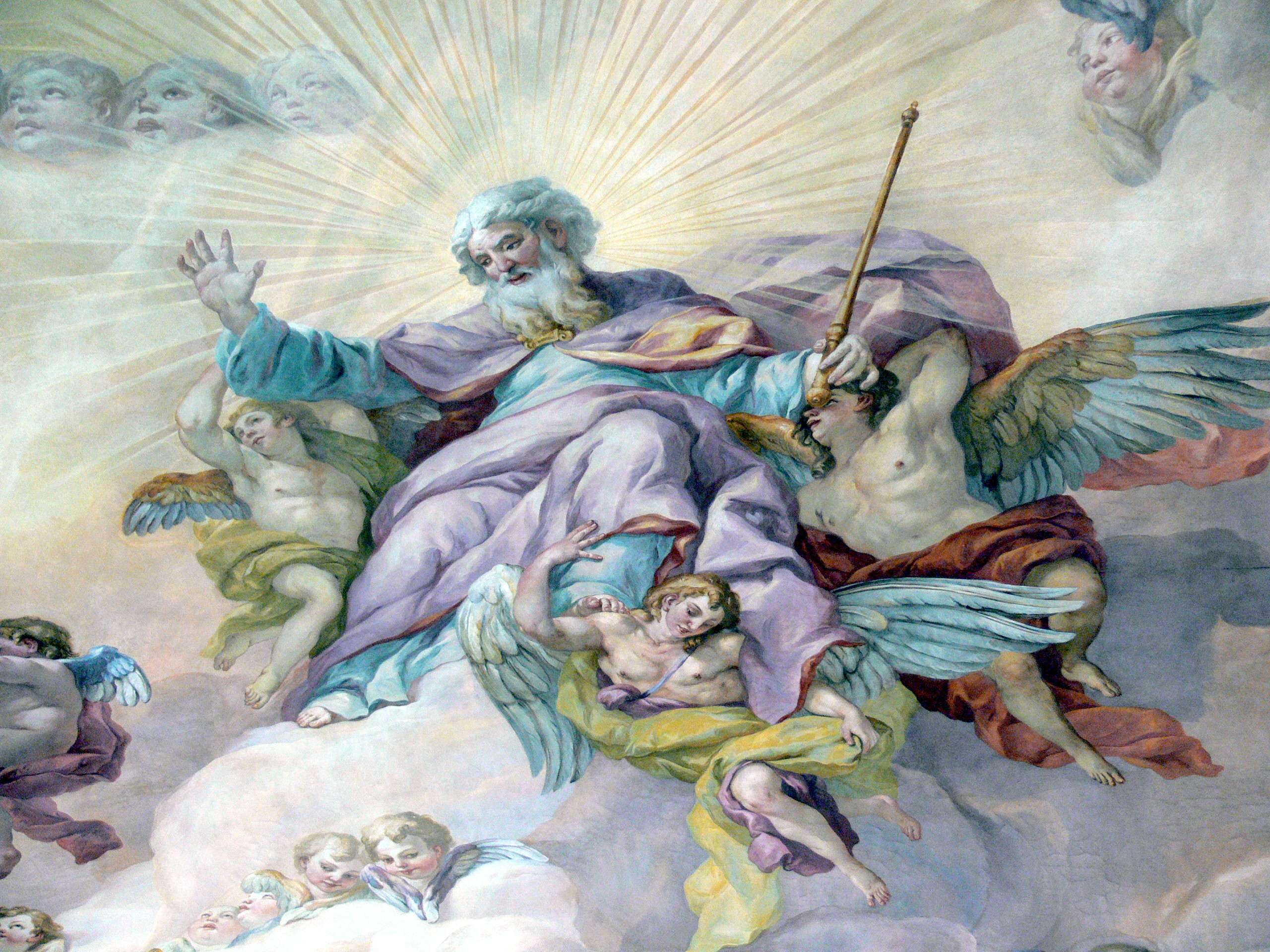
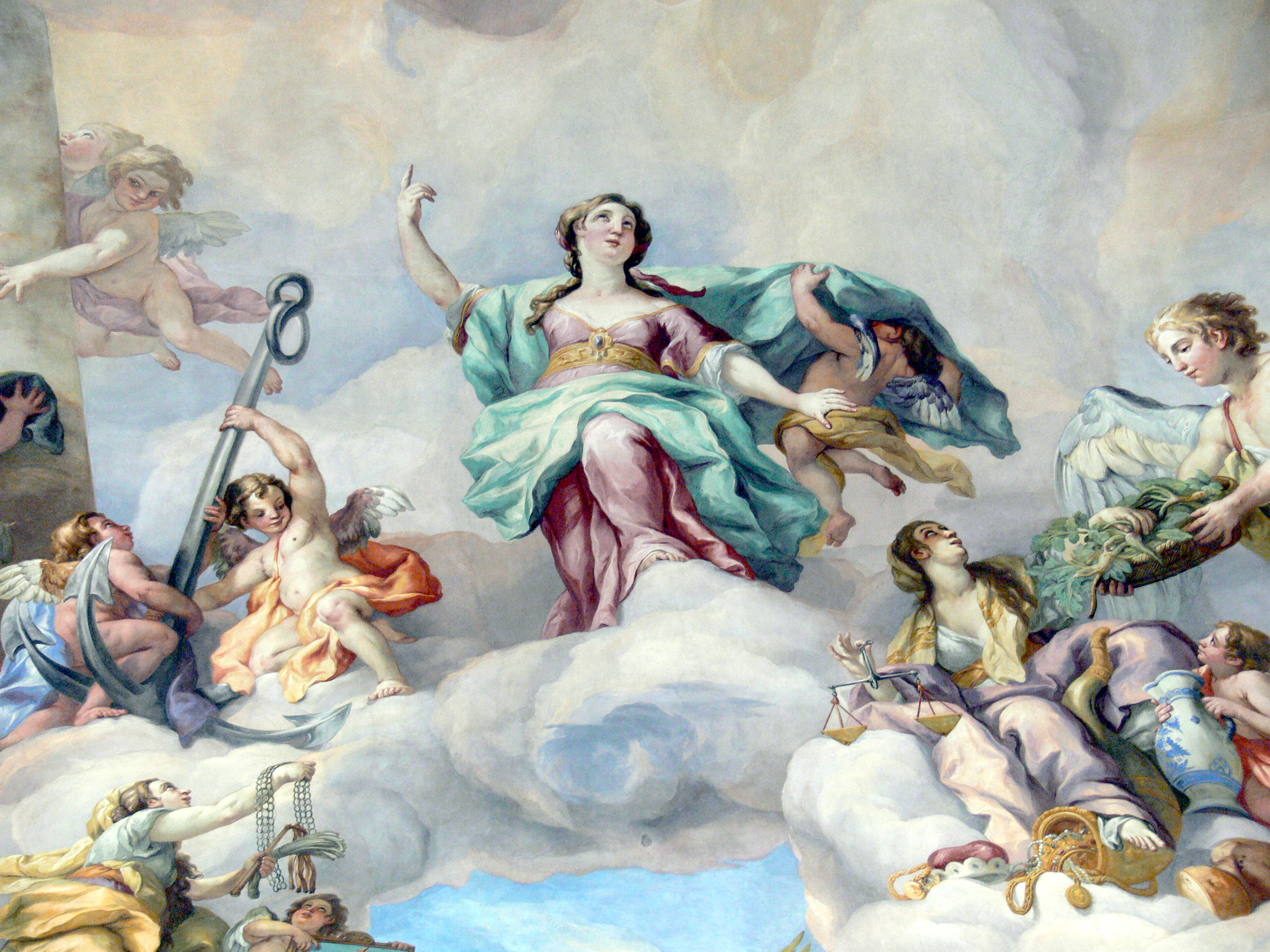
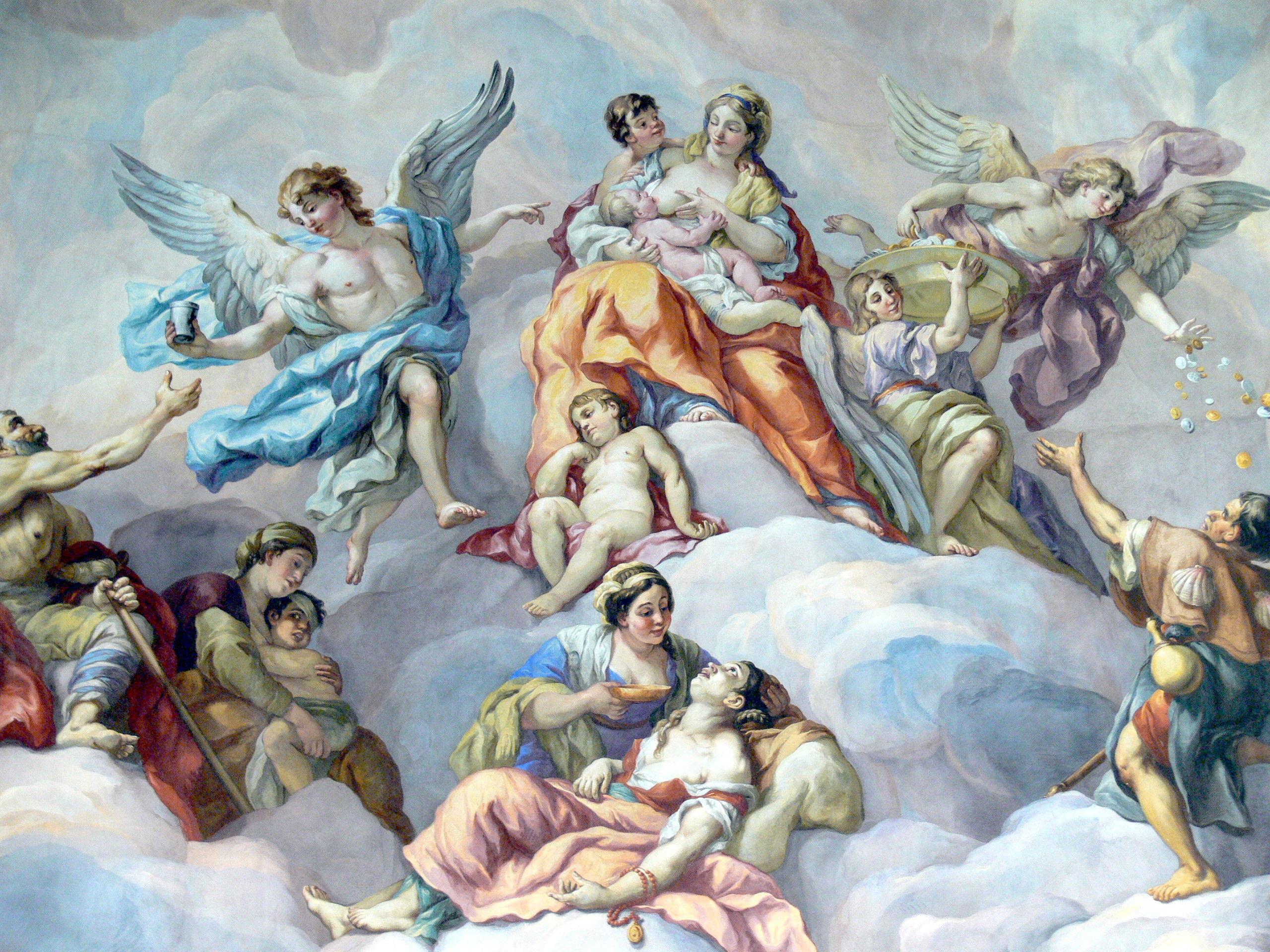
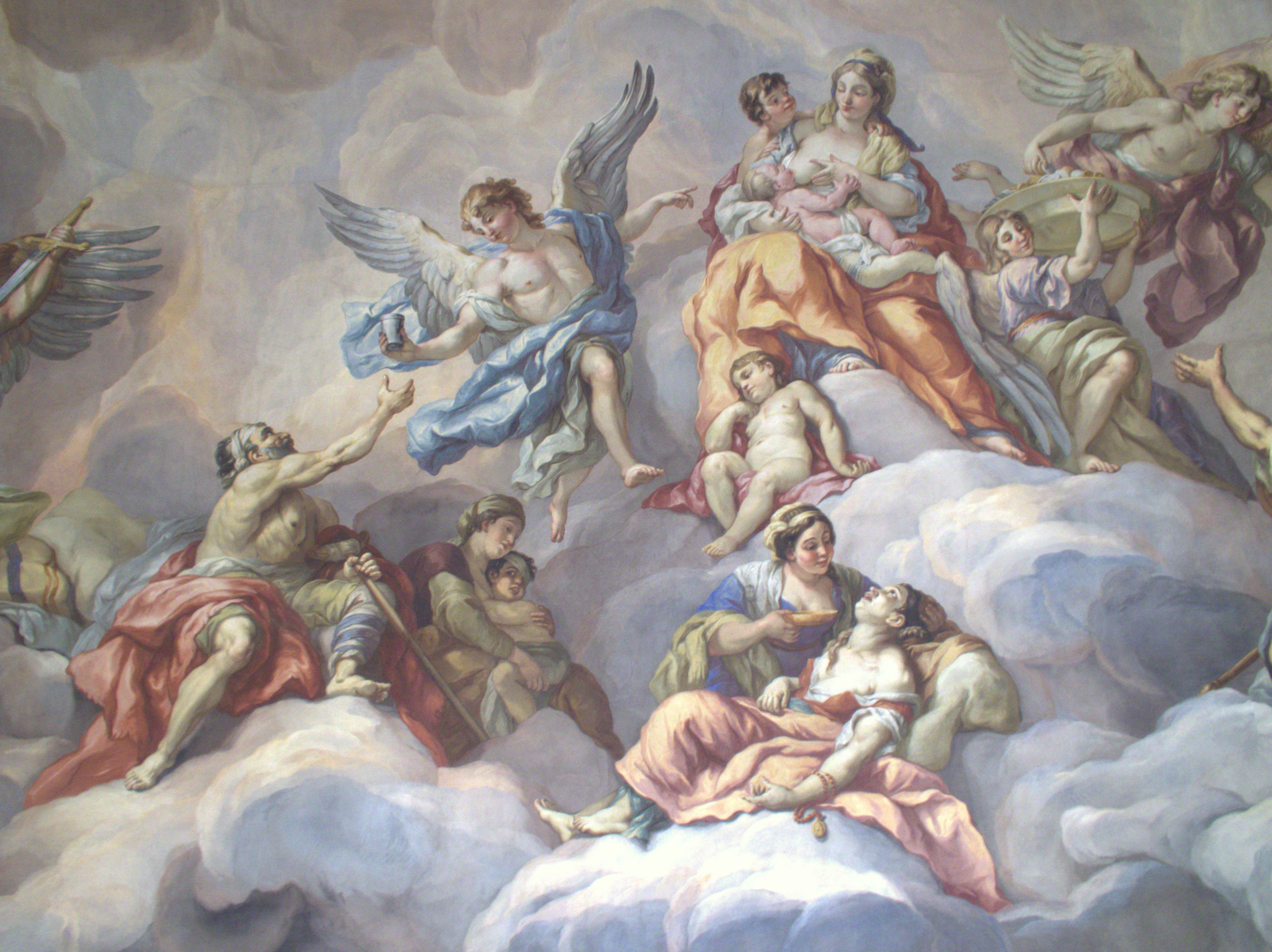
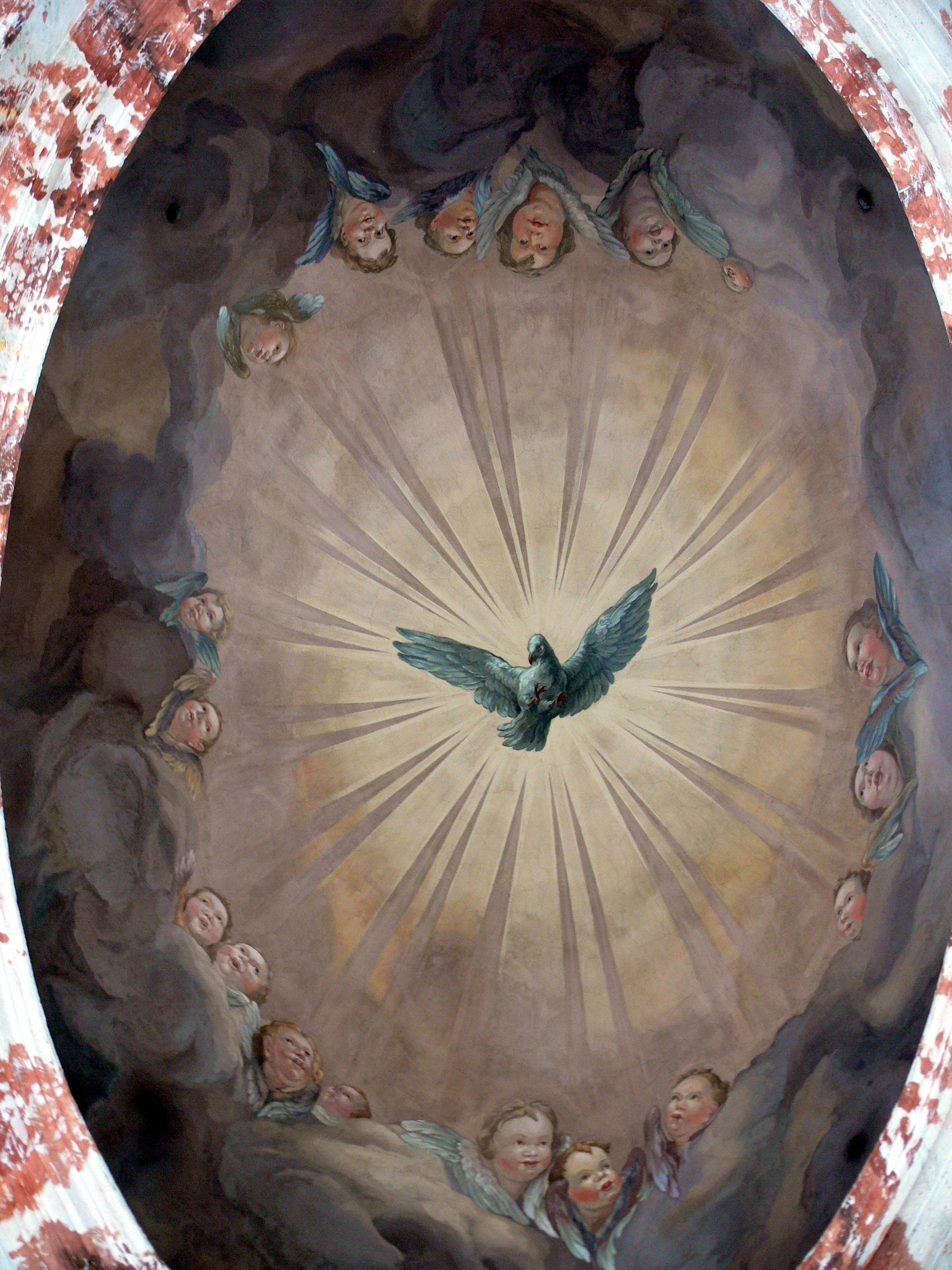